# Liste der denkmalgeschützten Objekte in Hodruša-Hámre
Die Liste der denkmalgeschützten Objekte in Horné Hámre enthält die 24 nach slowakischen Denkmalschutzvorschriften geschützten Objekte in der Gemeinde Hodruša-Hámre im Okres Žarnovica.

## Denkmäler
| Foto |                 | Denkmal / č. ÚZPF                                             | Standort / Konskr. Nr.                          | Offizielle Beschreibung                             | Beschreibung                                              | Metadaten                                                                  |
| ---- | --------------- | ------------------------------------------------------------- | ----------------------------------------------- | --------------------------------------------------- | --------------------------------------------------------- | -------------------------------------------------------------------------- |
| ja   | Datei hochladen | Säule(sk) ObjektID: 612-1217/1                                | Standort KG: Banská Hodruša Konskr.Nr.:         | kamenný štylizovaný stlp - kamenný štylizovaný stlp |                                                           | č. NKP: 612-1217/1 Stand des NKP: 2012-02-08 Name: STLP                    |
| ja   | Datei hochladen | Figurengruppe(sk) ObjektID: 612-1217/2                        | Standort KG: Banská Hodruša Konskr.Nr.:         | Panna Mária,Kristus-Pieta - Prícestná socha Piety   | Pieta am Straßenrand                                      | č. NKP: 612-1217/2 Stand des NKP: 2012-02-08 Name: SÚSOŠIE                 |
| BW   | Datei hochladen | Säule auf Sockel(sk) ObjektID: 612-1218/1                     | Standort KG: Banská Hodruša Konskr.Nr.:         | valcový - stlp s volútovým podstavcom               | zylindrische Säule                                        | č. NKP: 612-1218/1 Stand des NKP: 2012-02-08 Name: STLP S PODSTAVCOM       |
| BW   | Datei hochladen | Statue(sk) ObjektID: 612-1218/2                               | Standort KG: Banská Hodruša Konskr.Nr.:         | Panna Mária-Immaculata - podstav                    | Die unberührte Jungfrau Maria                             | č. NKP: 612-1218/2 Stand des NKP: 2012-02-08 Name: SOCHA                   |
| BW   | Datei hochladen | Statue(sk) ObjektID: 612-1218/3                               | Standort KG: Banská Hodruša Konskr.Nr.:         | neznámy svätec - sv.Kliment-pápež?                  | unbekannter Heiliger (evtl. St. Clemens)                  | č. NKP: 612-1218/3 Stand des NKP: 2012-02-08 Name: SOCHA                   |
| BW   | Datei hochladen | Statue(sk) ObjektID: 612-1218/4                               | Standort KG: Banská Hodruša Konskr.Nr.:         | sv.Mikuláš                                          | St. Nikolaus                                              | č. NKP: 612-1218/4 Stand des NKP: 2012-02-08 Name: SOCHA                   |
| ja   | Datei hochladen | Figurengruppe(sk) ObjektID: 612-2243/0                        | Standort KG: Banská Hodruša Konskr.Nr.:         | Golgota - Golgota                                   |                                                           | č. NKP: 612-2243/0 Stand des NKP: 2012-02-08 Name: SÚSOŠIE                 |
| ja   | Datei hochladen | Stollen(sk) ObjektID: 612-2607/0                              | Standort KG: Banská Hodruša Konskr.Nr.:         | dedicná - Štôlna cisára Frant.                      | Kaiser-Franz-Stollen                                      | č. NKP: 612-2607/0 Stand des NKP: 2012-02-08 Name: ŠTÔLNA                  |
| ja   | Datei hochladen | Denkmal(sk) ObjektID: 612-2901/0                              | Standort KG: Banská Hodruša Konskr.Nr.:         | padlí v SNP - Zastrelení obcania                    | Für die Opfer des Nationalaufstandes - erschossene Bürger | č. NKP: 612-2901/0 Stand des NKP: 2012-02-08 Name: POMNÍK                  |
| BW   | Datei hochladen | Wasserspeicher(sk) ObjektID: 612-3262/0                       | Standort KG: Banská Hodruša Konskr.Nr.:         | Brennerštolnian.jazero,rybník                       |                                                           | č. NKP: 612-3262/0 Stand des NKP: 2012-02-08 Name: NÁDRŽ VODNÁ             |
| ja   | Datei hochladen | Wasserspeicher(sk) ObjektID: 612-3266/0                       | Standort KG: Banská Hodruša Konskr.Nr.:         | Hodrušské dolné jaz.                                |                                                           | č. NKP: 612-3266/0 Stand des NKP: 2012-02-08 Name: NÁDRŽ VODNÁ             |
| ja   | Datei hochladen | Knappenhaus(sk) Knappenhaus ObjektID: 612-11266/0             | 529 Standort KG: Banská Hodruša Konskr.Nr.: 529 | kamenný                                             |                                                           | č. NKP: 612-11266/0 Stand des NKP: 2012-02-08 Name: DOM BANÍCKY            |
| BW   | Datei hochladen | Gebäude in regionaltypischem Baustil(sk) ObjektID: 612-1980/0 | 626 Standort KG: Banská Hodruša Konskr.Nr.: 626 | kamen                                               |                                                           | č. NKP: 612-1980/0 Stand des NKP: 2012-02-08 Name: DOM LUDOVÝ              |
| BW   | Datei hochladen | Gebäude in regionaltypischem Baustil(sk) ObjektID: 612-1978/0 | 630 Standort KG: Banská Hodruša Konskr.Nr.: 630 | kamen                                               |                                                           | č. NKP: 612-1978/0 Stand des NKP: 2012-02-08 Name: DOM LUDOVÝ              |
| ja   | Datei hochladen | Kirche(sk) ObjektID: 612-1215/0                               | 647 Standort KG: Banská Hodruša Konskr.Nr.: 647 | ev.a.v.                                             |                                                           | č. NKP: 612-1215/0 Stand des NKP: 2012-02-08 Name: KOSTOL                  |
| ja   | Datei hochladen | Bürgerhaus(sk) ObjektID: 612-11621/0                          | 649 Standort KG: Banská Hodruša Konskr.Nr.: 649 | solitér - dom so štôlnou                            |                                                           | č. NKP: 612-11621/0 Stand des NKP: 2012-02-08 Name: DOM MEŠTIANSKY         |
| ja   | Datei hochladen | Kirche(sk) ObjektID: 612-1214/0                               | 651 Standort KG: Banská Hodruša Konskr.Nr.: 651 | r.k.sv.Mikuláša                                     | römisch-katholische Kirche St. Nikolaus                   | č. NKP: 612-1214/0 Stand des NKP: 2012-02-08 Name: KOSTOL                  |
| ja   | Datei hochladen | Kirche(sk) ObjektID: 612-1216/0                               | 652 Standort KG: Banská Hodruša Konskr.Nr.: 652 | r.k.sv.Petra a Pavla                                | ?ev.?                                                     | č. NKP: 612-1216/0 Stand des NKP: 2012-02-08 Name: KOSTOL                  |
| ja   | Datei hochladen | KLOPACKA ObjektID: 612-1220/0                                 | 735 Standort KG: Banská Hodruša Konskr.Nr.: 735 |                                                     |                                                           | č. NKP: 612-1220/0 Stand des NKP: 2012-02-08 Name: KLOPACKA                |
| ja   | Datei hochladen | Verwaltungsgebäude(sk) ObjektID: 612-11299/0                  | Standort KG: Banská Hodruša Konskr.Nr.: 792     | solitér - Ban.správa šachty Zipser                  |                                                           | č. NKP: 612-11299/0 Stand des NKP: 2012-02-08 Name: BUDOVA ADMINISTRATÍVNA |
| BW   | Datei hochladen | Maschine(sk) ObjektID: 612-10168/1                            | Standort KG: Dolné Hámre Konskr.Nr.:            |                                                     |                                                           | č. NKP: 612-10168/1 Stand des NKP: 2012-02-08 Name: STROJOVNA              |
| BW   | Datei hochladen | VEŽA TAŽNÁ ObjektID: 612-10168/2                              | Standort KG: Dolné Hámre Konskr.Nr.:            | Tažná veža                                          |                                                           | č. NKP: 612-10168/2 Stand des NKP: 2012-02-08 Name: VEŽA TAŽNÁ             |
| BW   | Datei hochladen | Schachtgebäude(sk) ObjektID: 612-10168/3                      | Standort KG: Dolné Hámre Konskr.Nr.:            |                                                     |                                                           | č. NKP: 612-10168/3 Stand des NKP: 2012-02-08 Name: BUDOVA ŠACHTY          |
| BW   | Datei hochladen | Kirche(sk) ObjektID: 612-11054/0                              | Standort KG: Kopanice Konskr.Nr.:               | ev.a.v.                                             | evangelische Kirche                                       | č. NKP: 612-11054/0 Stand des NKP: 2012-02-08 Name: KOSTOL                 |

## Legende
Die Tabelle enthält im Einzelnen folgende Informationen:
| Foto:                    | Fotografie des Denkmals. |
| Denkmal / č. ÚZPF:       | Die Übersetzung der Bezeichnung des Denkmals, wie sie vom Slowakischen Denkmalamt (Pamiatkový úrad Slovenskej republiky) verwendet wird. Die Originalbezeichnung ist unter dem Fragezeichen angegeben. Fehlt die Übersetzung, so wird die Originalbezeichnung direkt angezeigt. Weiters ist die Objekt-Identifikationsnummer (Objekt ID) angeführt. Sie ist die offizielle, in der Slowakei eindeutige Nummer č. ÚZPF inklusive der zugehörigen Zählnummer, wie sie in den Daten des Denkmalamtes angegeben wird. Da diese nur innerhalb eines Landkreises gezählt wird, ist dessen Nummer der Denkmalnummer vorangestellt. |
| Standort:                | Wenn in der Liste vorhanden, ist die Adresse angegeben. In Klammern kann sich noch eine zusätzliche Adresse befinden, wenn es beispielsweise ein Eckhaus ist. Bei freistehenden Objekten ohne Adresse (zum Beispiel bei Bildstöcken) ist eine Adresse angegeben, die in der Nähe des Objekts liegt. Durch Aufruf des Links Standort wird die Lage des Denkmals in verschiedenen Kartenprojekten angezeigt. Darunter sind die Katastralgemeinde (KG) und, wenn vorhanden, die Konskriptionsnummer (Konskr. Nr.) angegeben.                                                                                                   |
| Offizielle Beschreibung: | Es ist die Kurzbeschreibung auf Slowakisch, wie sie in den offiziellen Listen angegeben ist, eingetragen. |
| Beschreibung:            | Kurze Angaben zum Denkmal auf Deutsch. |
| Metadaten:               | Zusätzlich werden, wenn in den persönlichen Einstellungen das Helferlein Dauerhaftes Einblenden von Metadaten aktiviert ist, ebensolche angezeigt. |

- Karte mit allen Koordinaten:
- OSM |
- WikiMap